# Portugiesisch-türkische Beziehungen
Die portugiesisch-türkischen Beziehungen umfassen das bilaterale Verhältnis zwischen Portugal und der Türkei. Sie unterhalten seit 1843 direkte diplomatische Beziehungen.
Ihre heutigen Beziehungen gelten als gut, wenn auch mit wenig medialer Beachtung, mit der gemeinsamen Mitgliedschaft in der NATO, ihrem bilateralen Handel, und zwischenstaatlichen Abkommen und Zusammenarbeit etwa in Flüchtlingsthemen als wichtigsten Verbindungsgliedern. Dazu sind ihre gemeinsamen Mitgliedschaften in internationalen Organisationen wie dem Europarat, der OSZE und der OECD, und in regionalen Gremien wie der Union für den Mittelmeerraum oder dem Mittelmeer-Forum zu nennen. Zudem ist die Türkei, trotz angehaltener Verhandlungen, ein Beitrittskandidat zur Europäischen Union, in der Portugal Mitglied ist. Auch der kulturelle und sportliche Austausch und ihre zahlreichen historischen Berührungspunkte gehören zu ihrem Verhältnis, und die Türkei ist bei portugiesischen Touristen als Urlaubsland bekannt.
Seit 2014 hat die Türkei Beobachterstatus in der Gemeinschaft der Portugiesischsprachigen Länder.

## Geschichte

### Bis 1843

Das Fürstentum Antiochia und andere Kreuzfahrerstaaten um 1135

Seit der Antike bestehen Verbindungen zwischen beiden Ländern, wenn auch meist nicht sehr intensiv. Sie gehörten beide zu den Handelsrouten der Phönizier und der Griechen, die auch eigene Handelsposten und Kolonien in beiden Ländern gründeten. Später gehörten beide zum Römischen Reich, Portugal v. a. als Provinz Lusitania vom 2. Jh. v. Chr. bis ins 5. Jh. n. Chr., die Türkei v. a. als Provinz Asia von 146 v. Chr. bis ins oströmische bzw. Byzantinische Reich (ab 395 n. Chr.).
Während Portugal ab 1139 seine Unabhängigkeit erreichte und seine christliche Reconquista 1251 abschloss, wurde das christliche Byzantinische Reich ab 1453 durch die islamischen Osmanen erobert. Mit dem Fürstentum Antiochia (1098 bis 1268) gründeten Kreuzfahrer, darunter Portugiesen, einen Kreuzfahrerstaat auch auf dem Gebiet der heutigen Türkei.
Im 15. Jahrhundert stieg Portugal dann zur ersten globusumspannenden Weltmacht auf, insbesondere nach der Entdeckung des Seewegs nach Indien durch Vasco da Gama (1498). Im Zuge der Expansion und Konsolidierung der portugiesischen Expansion kam es insbesondere um die Arabische Halbinsel herum zu Konflikten zwischen beiden Reichen.
Nachdem zuvor eine ägyptische Flotte in der Seeschlacht vor dem westindischen Chaul 1508 die Portugiesen zunächst besiegt hatte, die Ägypter diesen aber in der Seeschlacht von Diu 1509 unterlagen, kontrollierten die Portugiesen nun die Handelsroute nach Indien und Fernost und damit den lukrativen Indienhandel. 1517 eroberten die Osmanen das durch die Portugiesen geschwächte und verarmte Ägypten, das im Indischen Ozean weiter gegen die aufsteigende Seemacht Portugals kämpfte, insbesondere im Roten Meer. Insbesondere Estêvão da Gama, Sohn Vasco da Gamas und seit 1540 Gouverneur von Portugiesisch-Indien, kämpfte hier gegen die Osmanen in Ägypten.
Den Portugiesen gelang im Roten Meer jedoch keine dauerhafte Präsenz. Der von ihnen 1520 eingenommene Hafen von Massaua wurde 1557 von den Osmanen erobert und die Portugiesen wurden danach immer weiter von hier hinter die Arabische Halbinsel verdrängt und danach weiter im Indischen Ozean bedrängt. Portugals Selbstverständnis als katholische Missionarsnation sorgte zusätzlich für eine ständige Rivalität mit den Osmanen, die die portugiesische Expansion damit weiter behinderten. Dabei gelang es den Osmanen im Zusammenspiel mit Genua und Venedig einerseits und arabischen Handelspartnern andererseits, das Monopol der Portugiesen auf dem Fernosthandel etwas aufzubrechen.

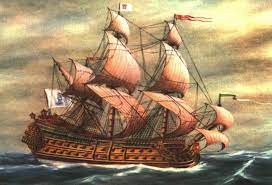
Die portugiesische Nossa Senhora da Conceição, Flaggschiff der christlichen Mittelmeerverbände während der Seeschlacht vor Kap Matapan gegen die Osmanen 1717.

Danach gerieten das Königreich Portugal und das Osmanische Reich seltener aneinander. Das Osmanische Reich stieg weiter auf, nachdem es Ägypten erobert hatte und damit zum Herrscher der heiligen Städte Mekka und Medina und zum Hüter der Pilgerwege geworden war. Es erlangte damit die uneingeschränkte Vormachtstellung im islamischen Einflussbereich, dehnte diesen weiter aus und sicherte sich damit auch bessere Handelsverbindungen und deren Kontrolle. Das Portugiesische Weltreich konnte sich indes nur mühsam gegen seinen Niedergang in Folge der aufstrebenden französischen, niederländischen und britischen Kolonialmächte wehren. Die politischen und wirtschaftlichen Wege der Portugiesen und der Osmanen kreuzten sich nun seltener.
Eine Ausnahme bildeten die Jahre 1716 und 1717, mit dem Entschluss des portugiesischen Königs D. João V., dem Papst und der Republik Venedig im Mittelmeer gegen die Osmanen beizustehen, so dass 1716 und 1717 zwei portugiesische Flottenverbände gegen die Osmanen segelten. Die zweite geriet auch in Kampfhandlungen und war entscheidend für den Sieg gegen die osmanischen Kräfte am 19. Juli 1717 vor dem griechischen Kap Matapan, unter Führung des portugiesischen Flaggschiffs Nossa Senhora da Conceição. Zudem nahmen Portugiesen, insbesondere der Bruder des Königs (Manuel José, Graf von Ourém), in Diensten des Eugen von Savoyen an der Schlacht von Peterwardein (bei Novi Sad) am 5. August 1716 während des Venezianisch-Österreichischen Türkenkriegs teil, in der hier das Osmanische Heer zu Lande entscheidend zurückgeschlagen wurde.
Das Osmanische Reich wandte sich danach stärker nach Nordosten und geriet in der Folge vor allem mit dem Russischen Kaiserreich in Konflikte, während Portugal sich am westlichen Ende Europas zunächst den Napoleonischen Invasionen erwehren musste und danach weiter innenpolitisch geschwächte wurde durch die Liberale Revolution 1821 und den folgenden Bürgerkrieg ab 1834. Wie zahllose Freiwillige aus ganz Europa engagierten sich zwar auch Portugiesen in der Griechischen Revolution ab 1821 gegen die osmanische Herrschaft, zu nennen dabei der portugiesische General António de Almeida, der an mehreren Orten gegen die Osmanen kämpfte. Dies führte jedoch zu keinen größeren zwischenstaatlichen Differenzen zwischen Portugal und dem Osmanischen Reich, deren Interessenssphären sich weiter voneinander entfernten.

### Seit 1843

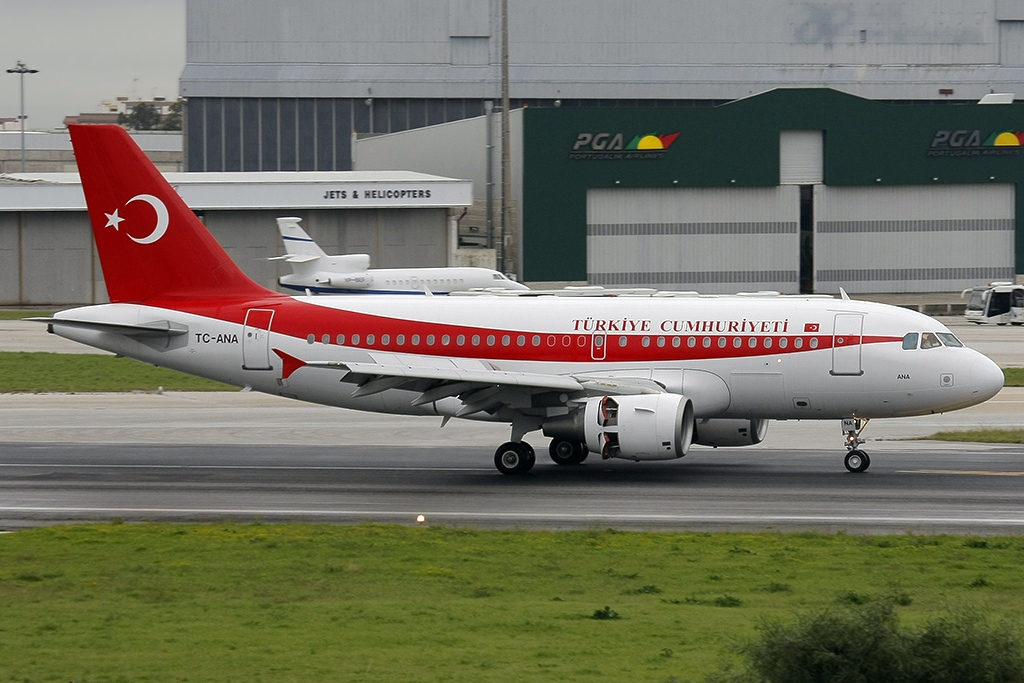
Maschine der türkischen Regierung 2010 im Flughafen Lissabon: Portugal und die Türkei unterhalten heute geregelte und weitgehend problemfreie Beziehungen, mit regelmäßigen Staatsbesuchen auf allen Ebenen und einer Vielzahl bilateraler Abkommen.

1843 gingen das sich weiter reformierende Königreich Portugal und das sich ebenfalls stetig reformierende Osmanische Reich diplomatische Beziehungen ein, 1844 eröffnete Portugal seine erste Legation in Konstantinopel. Am 20. März 1843 schlossen sie in London ein erstes Handels-, Freundschafts- und Schifffahrtsabkommen, dem am 19. Januar 1883 in Konstantinopel ein gegenseitiges Abkommen über den Erwerb von Grundeigentum durch Ausländer der jeweils anderen Staatsangehörigkeit folgte.
Ihre diplomatischen Beziehungen wurden während des Ersten Weltkrieges aufgrund der Bündnisse mit den jeweils verfeindeten Kriegsteilnehmern zwischenzeitig eingestellt und am 28. Mai 1926 offiziell wieder aufgenommen. Die Türkei ernannte im Jahre 1931 einen Botschafter für Portugal und eröffnete 1941 dort eine Botschaft. Im gleichen Jahr eröffnete auch Portugal seine Botschaft in Ankara und ernannte einen Botschafter für die Türkei. Im Zweiten Weltkrieg blieben sowohl Portugal als auch die Türkei neutral, trotz anfänglicher guter Beziehungen der beiden zu Nazideutschland. Portugal wurde 1949 Gründungsmitglied der NATO, die Türkei trat dem Bündnis 1952 bei. Während die Türkei aber bereits 1945 das anfängliche kemalistische Einparteiensystem unter der CHP abgelegt hatte, blieb in Portugal die 1932 von Diktator Salazar etablierte Estado-Novo-Diktatur bis zur Nelkenrevolution 1974 bestehen.

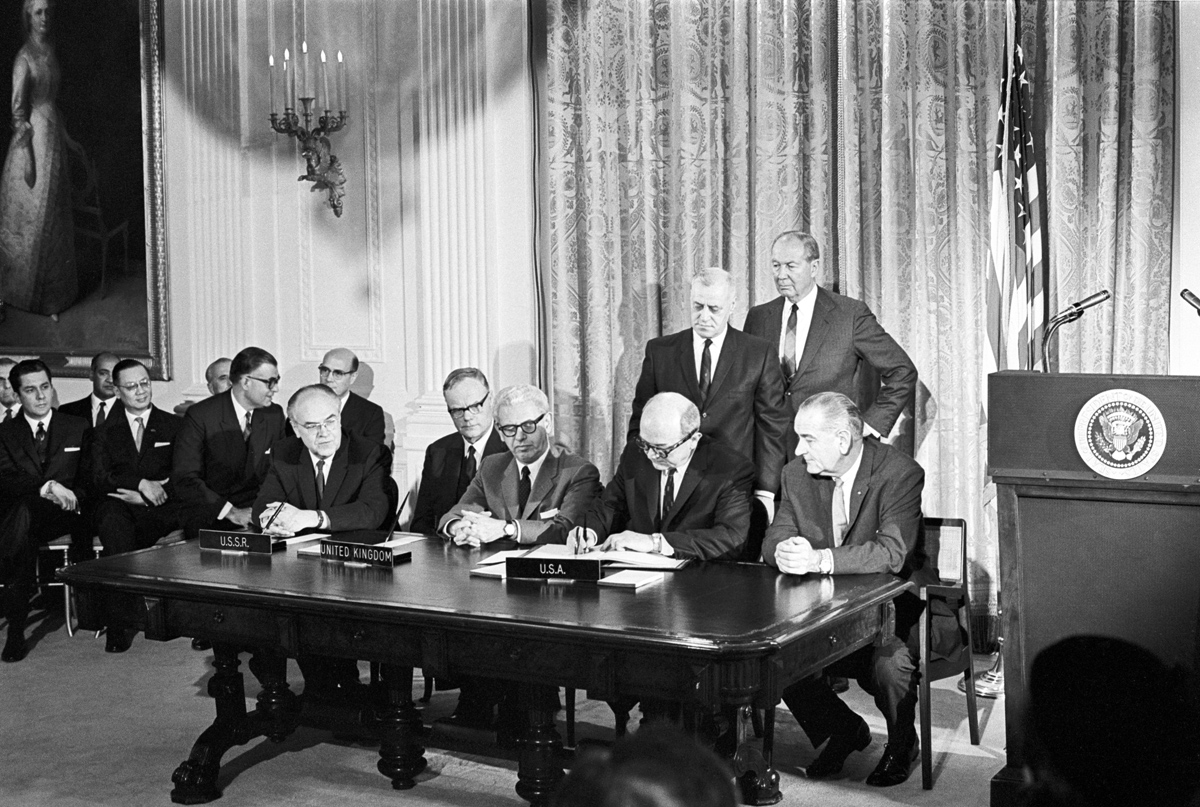
Unterzeichnung des Weltraumvertrags am 27. Januar 1967: Portugal und die Türkei haben inzwischen viele bilaterale Verträge geschlossen und gehören zahlreichen internationalen Organisationen und Abkommen an.

1988 schlossen beide Länder ein Kulturabkommen, 1993 ein Luftfahrtsabkommen und ein Tourismusabkommen, und 1994 ein bilaterales Abkommen über die Zusammenarbeit in den Bereichen Wirtschaft, Industrie und Technik. 2001 trafen sie ein gegenseitiges Investitionsschutzabkommen, dem 2005, erneut in Lissabon, Abkommen über Waren- und Güterverkehr über die Straße, ein Doppelbesteuerungsabkommen und ein Kapitalsteuerfluchtabkommen folgten. 2013 schlossen sie in Ankara ein Kooperationsabkommen in der Verteidigungsindustrie, und 2014, erneut in Ankara, zunächst eine Vereinbarung zur wissenschaftlichen und technologischen Zusammenarbeit und danach eine Vereinbarung zur Zusammenarbeit in der Seefahrt.
Der türkische Präsident Recep Tayyip Erdoğan besuchte Portugal im Juli 2003, im September 2003 kam Portugals Präsident Jorge Sampaio zum Gegenbesuch in die Türkei, und beide Seiten gaben ihrer Erwartung Ausdruck, dass ihre Beziehungen nun gestärkt würden. Der türkische Staatspräsident Ahmet Necdet Sezer kam vom 10. bis zum 12. Mai 2005 auf Staatsbesuch nach Portugal und unterzeichnete mit Jorge Sampaio die genannten Abkommen.
Recep Tayyip Erdoğan kam vom 8. bis zum 9. Dezember 2007 erneut nach Lissabon, um am 2. EU-Afrika-Treffen teilzunehmen. Portugals Präsident Aníbal Cavaco Silva kam zum Staatsbesuch vom 11. bis zum 15. Mai 2009 in die Türkei. Auch auf Minister- und Staatssekretärsrang gab und gibt es mehrfach Staatsbesuche, zum Teil im Zusammenhang mit Sitzung zu den krisengeschüttelten Staaten Irak und Syrien, deren Nachbarland die Türkei ist.

## Diplomatie
Portugal unterhält seine Botschaft in der türkischen Hauptstadt Ankara (portugiesisch: Ancara), dazu sind drei portugiesische Honorarkonsulate in den Städten Antalya (portugiesisch: Antália), Izmir (portugiesisch: Esmirna) und Istanbul (portugiesisch: Istambul) eingerichtet.
Die Türkei hat ihre Botschaft in der portugiesischen Hauptstadt Lissabon (türkisch: Lizbon) eingerichtet, daneben führt sie Honorarkonsulate in Funchal (Hauptstadt der Autonomen Region Madeira) und in Ponta Delgada (Hauptstadt der Autonomen Region Azoren).

## Migration

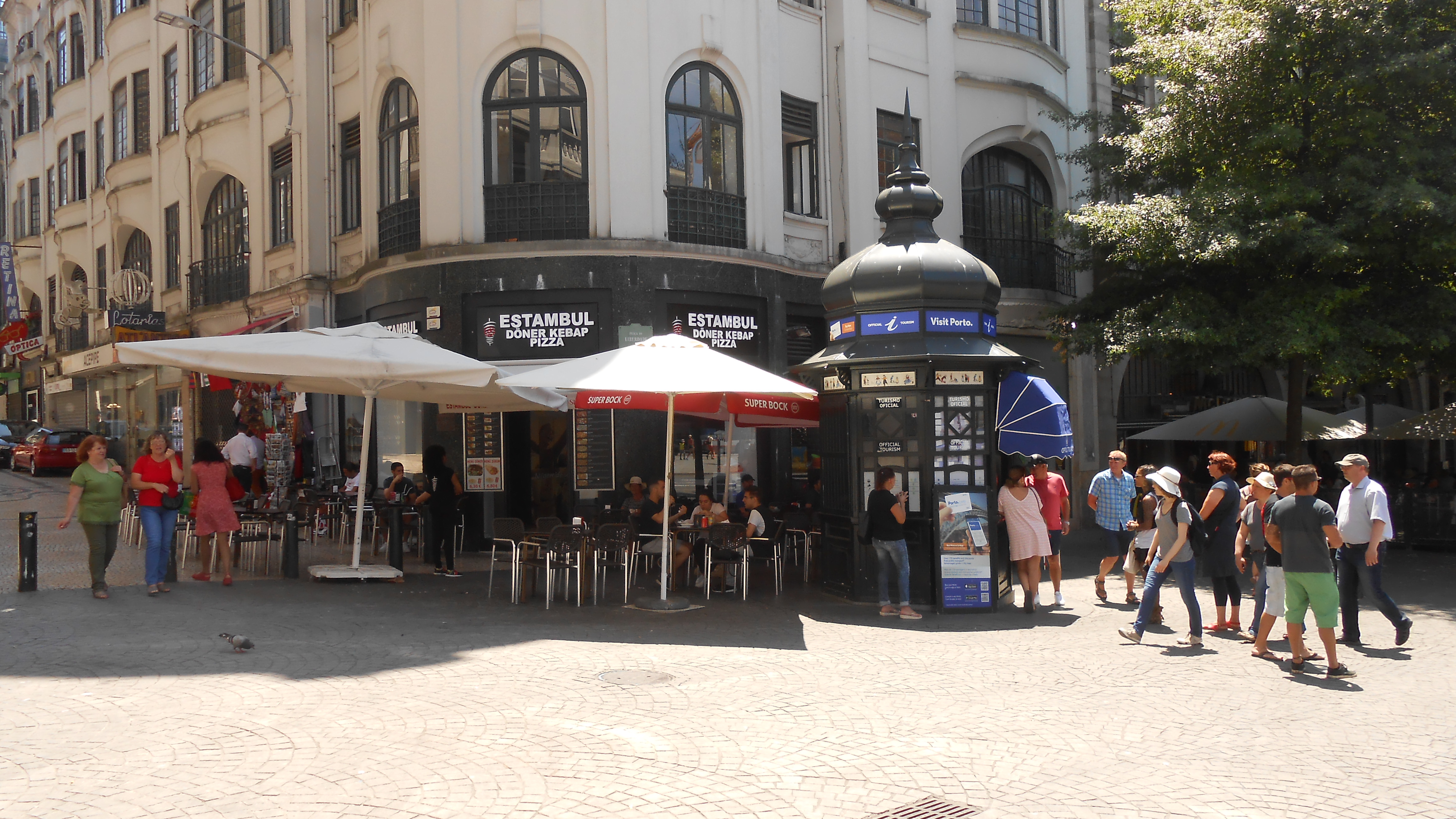
Schnellrestaurant Estambul Kebab an der zentralen Prachtstraße Avenida dos Aliados in Porto.

Die gegenseitige Migration besteht nur zu einem kleinen Teil aus klassischen Arbeitsmigranten, zudem hat sie nie bedeutende Zahlen erreicht.
Im Jahr 2021 waren in Portugal 1.363 türkische Staatsbürger regulär gemeldet (ohne Studenten, Diplomaten, Geflüchtete u. ä.), davon mit 956 die meisten im Distrikt Lissabon. Ihre Rücküberweisungen beliefen sich auf 240.000 Euro (2023).
Im Jahr 2022 waren in den portugiesischen Konsulaten in der Türkei 4.151 Portugiesen und mit Portugal verbundene Personen registriert, 355 Einwohner der Türkei sind in Portugal geboren. Sie überwiesen 560.000 Euro nach Portugal (2023).

## Wirtschaft

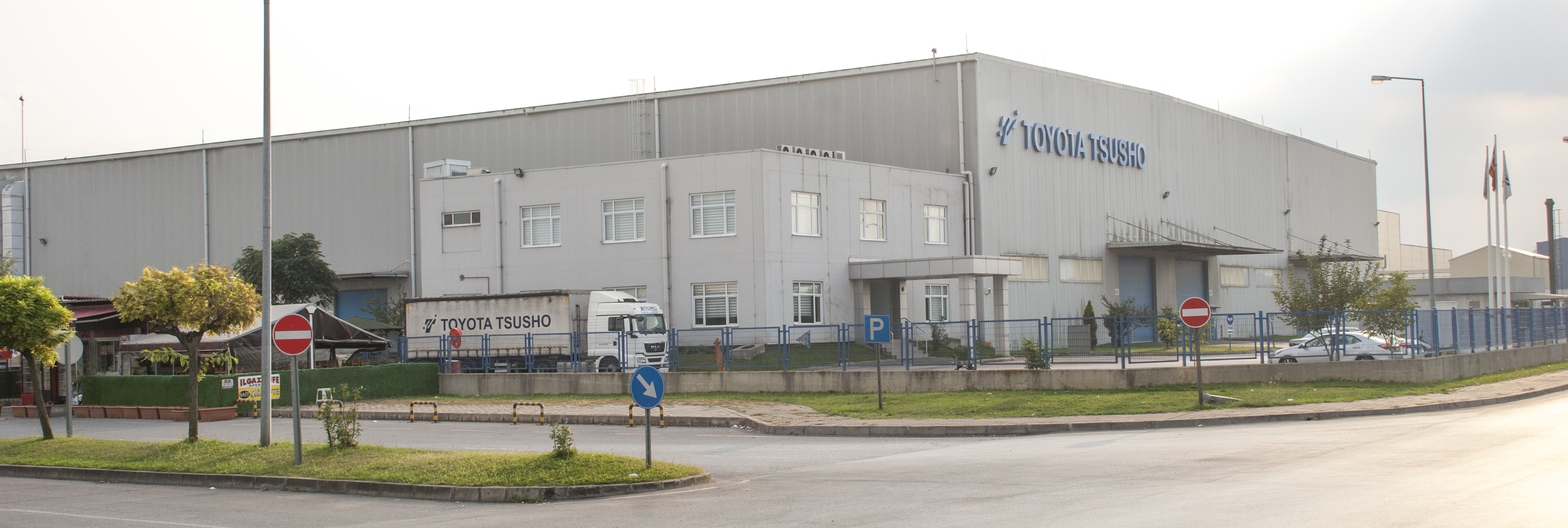
Toyota-Fabrik in Adapazarı: Fahrzeuge und Fahrzeugteile für die gegenseitige Automobilindustrie sind die wichtigsten Handelsgüter im bilateralen Handel zwischen Portugal und der Türkei.

Im Jahr 2023 betrug das bilaterale Handelsvolumen zwischen Portugal und der Türkei 2,129 Mrd. Euro., mit einem schon traditionellen Handelsbilanzüberschuss von gut 251 Mio. Euro zu Gunsten der Türkei.
Portugal führte dabei Güter und Dienstleistungen im Wert von 1.190 Mio. Euro aus der Türkei ein (2022: 1.452 Mio.; 2021: 1.176 Mio.; 2020: 723 Mio.; 2019: 961 Mio.; 2018: 882 Mio.; 2017: 663 Mio.; 2016: 529 Mio.; 2015: 446 Mio.; 2010: 321 Mio.; 2005: 358 Mio.; 2000: 192 Mio.), davon 27,2 % Fahrzeuge und Fahrzeugteile, 16,1 % Maschinen und Geräte, 12,8 % chemische Produkte, 12,8 % Textilien und 10,2 % Metalle.
Gleichzeitig importierte die Türkei aus Portugal Güter und Dienstleistungen in Höhe von 939 Mio. Euro (2022: 890 Mio.; 2021: 620 Mio.; 2020: 550 Mio.; 2019: 555 Mio.; 2018: 439 Mio.; 2017: 385 Mio.; 2016: 422 Mio.; 2015: 362 Mio.; 2010: 267 Mio.; 2005: 230 Mio.; 2000: 103 Mio.), davon 41,0 % Fahrzeuge und Fahrzeugteile, 19,0 % Zellulosepaste und Papier, 6,5 % Maschinen und Geräte und 5,1 % Kraftstoffe.
Die portugiesische Außenhandelskammer AICEP ist mit einer Vertretung an der portugiesischen Botschaft in Ankara vertreten. In Portela bei Lissabon hat die portugiesisch-türkische Auslandshandelskammer Câmara de Comércio e Indústria Portugal Turquia (CCIPT) ihren Sitz.

## Kultur

### Institutionen
Das portugiesische Kulturinstitut Instituto Camões ist in der Türkei u. a. mit Kooperationen zum Sprachunterricht, mit wissenschaftlichen Kooperationen der Lusitanistik und mit Lektoraten an der Universität Ankara und der Bosporus-Universität tätig.
Das türkische Pendant, das Yunus-Emre-Institut, ist nicht in Portugal vertreten.

### Film
Kooperationen zwischen dem portugiesischen Film und dem türkischen Kino sind vergleichsweise selten. Dagegen nehmen Filmschaffende beider Länder regelmäßig an Filmfestivals im jeweils anderen Land teil. So gewann der Film Eskiya – Der Bandit des türkischen Regisseurs Yavuz Turgul 1998 beim damals wichtigsten portugiesischen Filmfestival, dem Festróia. Beim wichtigsten Kurzfilmfestival Portugals, den Curtas Vila do Conde, wurde 2007 der türkische Regisseur Nesimi Yetik ausgezeichnet. In der Gegenrichtung gewann etwa der portugiesische Regisseur João Pedro Rodrigues mit seinem Film Der Ornithologe das International Istanbul Film Festival 2017.

### Musik
Musiker beider Länder treffen immer wieder im jeweils anderen Land auf. Beispielhaft trat der türkische Musiker Erdal Erzincan 2014 beim FMM Festival das Musicas do Mundo, dem international beachteten Weltmusikfestival in der portugiesischen Stadt Sines auf, und eine Reihe Fadosängerinnen gaben und geben Gastspiele in der Türkei, etwa Mafalda Arnauth, Kátia Guerreiro, Dona Rosa, Dulce Pontes u. v. a. Auch die wohl wichtigste Fadosängerin, Weltstar Amália Rodrigues (1920–1999), trat mehrfach in der Türkei auf, zuletzt beim Mediterranean Music Festival vom 5. bis 11. Oktober 1986 in Antalya.
Die portugiesische Metalband Moonspell besuchte im Rahmen ihrer Tour zum 30-jährigen Bandbestehen 2022 auch die Türkei, mit Konzerten in Istanbul (16. Mai), Ankara (17. Mai) und Izmir (18. Mai).

## Sport

### Fußball
Männer

Aufstellung beim Länderspiel am 7. Juni 2008: in der Vorrundengruppe A der EM 2008 kamen Portugal und die Türkei als beste zwei der Gruppe weiter. Portugal schied danach im Viertelfinale, die Türkei im Halbfinale aus, beide gegen die deutsche Auswahl, die im Finale schließlich unterlag.

Die Portugiesische und die Türkische Fußballnationalmannschaft der Männer trafen erstmals am 18. Dezember 1955 im Istanbuler İnönü Stadı aufeinander, das Spiel endete 3:1 für die Gastgeber. Insgesamt spielten sie zehnmal gegeneinander, in sieben Pflicht- und drei Freundschaftsspielen. Achtmal gewannen die Portugiesen, zweimal blieben die Türken siegreich (alles Stand August 2024).
Fußballer beider Länder spielen häufig im jeweils anderen Land. So spielt etwa der türkische Nationalspieler Orkun Kökçü seit dem Rekordtransfer 2023 für Benfica Lissabon. Der schwedisch-türkische Spieler Deniz Gül unterschrieb 2024 beim FC Porto, wo Engin Bekdemir 2009 seine Profikarriere begann und Nationaltorwart Sinan Bolat fast fünf Jahre lang das Tor hütete. Der türkische Nationalspieler Atila Turan spielte von 2011 bis 2013 bei Sporting Lissabon, und Kerem Aktürkoğlu steht seit 2024 beim Rivalen Benfica Lissabon unter Vertrag, wo vor ihm bereits Azar Karadaş spielte. Erdem Şen war von 2016 bis 2017 bei Marítimo Funchal tätig, und Jung-Nationalspieler Ege Tıknaz zieht seit 2024 das Trikot des Rio Ave FC an. Seit 2023 ist der deutsch-türkische Spieler Cihan Kahraman, türkischer Jung-Nationalspieler, bei Académico de Viseu FC unter Vertrag.
Im Gegenzug liefen zahlreiche portugiesische Nationalspieler für türkische Klubs auf, darunter der inzwischen zum Islam konvertierte Abel Xavier, der 2003 Vizemeister mit Galatasaray Istanbul wurde. Weitere portugiesische Nationalspieler in türkischen Diensten waren u. a. Ivan Cavaleiro, Manuel da Costa, der für mehrere türkische Klubs auflief, Edgar Ié, der mit Trabzonspor 2020 Türkischer Supercupsieger und 2022 türkischer Meister wurde, Hugo Almeida, der 2011 türkischer Pokalsieger mit Beşiktaş Istanbul wurde, die Europameister Nani und Pepe, Nélson Oliveira, der möglicherweise bei Konyaspor seine Karriere beenden wird, oder auch Ricardo Quaresma, der mit Beşiktaş Istanbul zweimal Meister und einmal Pokalsieger wurde. Jungnationalspieler Pedro Malheiro spielt seit 2024 bei Trabzonspor, Júlio Regufe Alves lief von 2011 bis 2012 für Beşiktaş Istanbul auf, Dimas Teixeira spielte 1999 für Fenerbahçe Istanbul.
Vítor Pereira trainierte mehrfach Fenerbahçe Istanbul, Ivo Vieira wurde 2023 Trainer von Pendikspor, wo Nuno Sequeira unter ihm Spieler war, und Ricardo Sá Pinto war 2021 Trainer beim Gaziantep FK.
Frauen
Die Portugiesische und die Türkische Fußballnationalmannschaft der Frauen spielten erstmals am 23. August 2011 im portugiesischen Caldas da Rainha gegeneinander, das Spiel endete 2:0 für die Portugiesinnen. Insgesamt trafen sie bisher viermal aufeinander, mit drei portugiesischen Siegen und einem Unentschieden. Beim Algarve-Cup waren die Türkinnen bislang noch nicht vertreten (alles Stand August 2024).

### Tennis
Beim wichtigsten portugiesischen Damen Tennisturnier, dem WTA Oeiras, kam 2008 mit İpek Şenoğlu erstmals eine Türkin bis ins Finale, wo sie im Doppel unterlag. Beim WTA Istanbul kam noch keine Portugiesin bis ins Finale (Stand 2024).
Das ATP Challenger Istanbul konnte Frederico Gil 2008 als erster Portugiese im Einzel gewinnen, und er gewann 2009 dort auch im Doppel, was 1997 bereits dem Portugiesen João Cunha e Silva gelungen war.